# Ephemeris Belli Troiani
Ephemeris Belli Troiani (traduzione latina da un originale greco tradotto a sua volta dal fenicio), noto col titolo italiano di Efemeridi della guerra di Troia o Diario della guerra di Troia, o semplicemente Bellum Troianum, è un libro scritto da un presunto autore di nome Ditti Cretese, possibile compagno dell'eroe mitologico Idomeneo, uno dei molti partecipi dell'assedio a Troia.
Il manoscritto più antico riguardante ancor oggi conservato è contenuto nel Codex Æsinas, "Codice Esinate". Manoscritto del IX secolo prodotto dall'Abbazia di Hersfeld, proveniente dalla biblioteca dei conti Baldeschi-Balleani di Jesi  e oggi conservato nella Biblioteca Nazionale Centrale di Roma.

## Trama

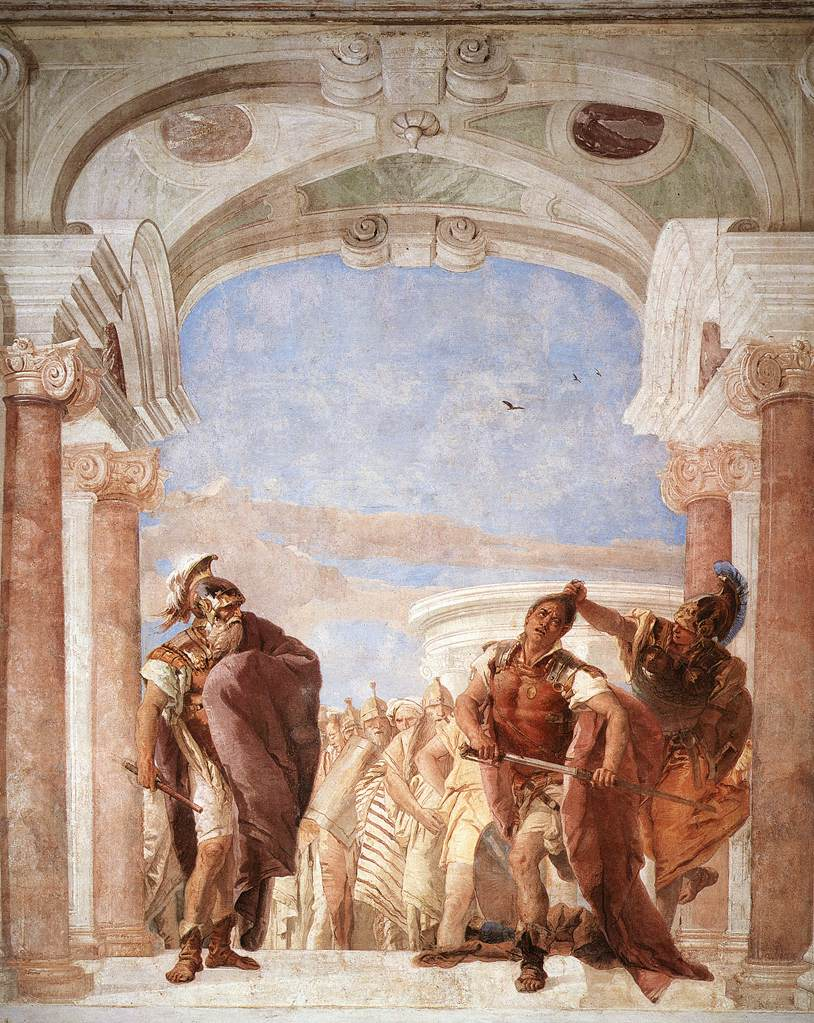
Giovanni Battista Tiepolo, Atena impedisce ad Achille di uccidere Agamennone, 1757, Villa Valmarana.

La Ephemeris Belli Troiani è suddivisa in sei libri, ciascuno dei quali contenente un totale di circa trenta capitoli.
Dopo la morte di Catreo, re di Creta e figlio di Minosse, i principi achei si riuniscono per dividerne l'eredità, ospitati dai parenti di Europaː in quel frangente Alessandro, figlio del re di Troia, Priamo, giunto a Creta, rapisce Elena, moglie di Menelao, nipote del defunto re cretese. Per recuperare Elena, viene istituita un'ambasceria decisa dai principi riuniti a Sparta, mentre Alessandro, ancora in viaggio, dopo essersi fermato a Sidone, uccide a tradimento il re Fenice che lo aveva ospitato, derubandolo delle sue ricchezze. Dopo che l'ambasceria è fallita e i due amanti giungono a Troia, Priamo ed Ecuba prendono le difese di Elena, che dichiara di non voler più tornare a Sparta. A quel punto, stante anche il fatto che gli ambasciatori riescono a scampare a un agguato grazie ad Antenore, la guerra per riavere la regina di Sparta è inevitabile e Ditti relaziona ampiamente sui contingenti, comandati da Agamennone di Micene e riunitisi al porto beotico di Aulide. A quel punto, poiché per partire è necessario sacrificare Ifigenia, Agamennone si rifiuta ed è esonerato dal comando, salvo essere reintegrato quando la dea Diana, con un prodigio, mostra di essersi placata e rifiutare il sacrificio umano .
  
Giunti sulle coste della Misia, gli Achei combattono contro il re Telefo e suo fratello Teutrante, che viene ucciso da Aiace, mentre Telefo viene gravemente ferito da Achilleː dopo una tregua e la visita dei fratellastri Tlepolemo, Fidippo e Antifo, nonché la visita di Aiace ed Achille, Telefo viene risanato dal medico Macaone e, per gratitudine, offre informazioni agli Achei, che, tuttavia, sono costretti a tornare in Grecia per la cattiva stagione. Con l'arrivo della primavera, la spedizione salpa sotto la guida di Telefo e sbarca a Troia, dove viene ucciso Protesilao nel primo combattimento e Achille uccide Cicno, alleato dei Troiani. Intanto, durante un sacrificio ad Apollo Sminteo, Alessandro attacca i greci e in quel frangente Filottete, morso da un serpente, viene inviato a guarire a Lemnoː tuttavia, Palamede viene ucciso con un inganno dagli invidiosi Ulisse e Diomede. Proseguono, intanto, le devastazioni del territorio ad opera soprattutto di Achille ed Aiace che, anzi, prende prigioniera Tecmessa, figlia del sovrano di Frigia; in realtà, un ultimo tentativo diplomatico, sebbene infruttuoso, per riprendere Elena viene compiuto da Menelao ed Ulisse. In questo frangente, il re Crise cerca, con un riscatto, di riottenere la figlia Astinome, presa in precedenza prigioniera durante una scorreria, ricevendone un duro rifiuto da Agamennone, il che scatena un'aspra lite tra lui e Achille, al quale prende Ippodamia in cambio di Astinome. A quel punto il Pelide, offeso, si ritira dalla guerra. Durante un'ennesima battaglia, Alessandro, intanto, viene costretto dal fratello Deifobo a sfidare in duello Menelao, rischiando la vita. Dopo alterne vicende, che vedono gli Achei quasi distrutti, Achille si lascia convincere e torna in campo.

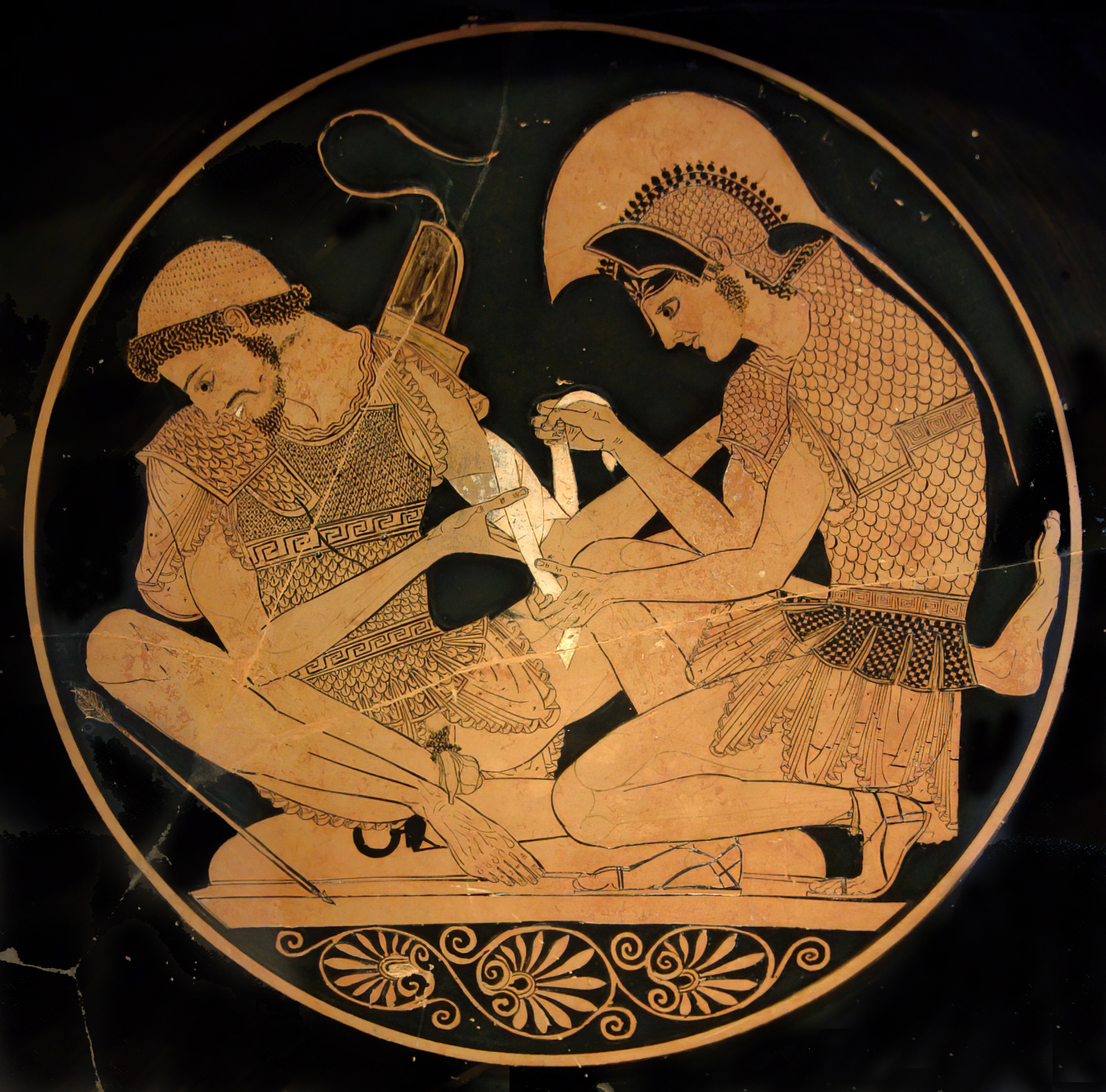
Achille benda Patroclo, vaso con figure rosse del pittore di Sosia

Durante un sacrificio, inoltre, Achille vede Polissena e, innamoratosene, ne chiede la mano ad Ettore, che gliela rifiuta se l'esercito greco non si arrenderà, scatenando l'ira dell'eroe tessalo. Quando, infatti, Ettore corre in soccorso degli alleati minacciati da Aiace e per salvare il corpo di Sarpedonte ucciso da Patroclo, il principe troiano riesce ad uccidere Patrocloː Achille, inconsolabile, duella con Ettore e fa feroce scempio del suo cadavere, dopo averlo ucciso senza pietà. Solo la supplica di Priamo, Polissena ed Andromaca, giunti a chiedere la restituzione del cadavere di Ettore, calmano Achille.

Dopo le esequie di Ettore, la nuova alleata di Troia, Pentesilea, viene annientata dall'attacco combinato di Aiace e, infine, uccisa da Achille, che, comunque, non riesce ad evitare che gli Achei, capeggiati da Diomede, ne oltraggino il cadavere per vendetta. Stessa sorte tocca al re degli Etiopi, Memnone, ucciso da Achille dopo aspri scontri in cui cade, tra gli altri, Antiloco, figlio di Nestore. Durante una tregua, però, Priamo decide di dare in sposa Polissena ad Achilleː si tratta, però, di un tranello, in cui Achille cade, ucciso a tradimento da Alessandro e Deifobo, e solo a fatica Ulisse ed Aiace, che seguivano il Pelide, riescono a recuperarne il corpo. Intanto, le sorti dei Troiani sembrano risollevarsi con l'arrivo di Euripilo, figlio di Telefo, chiamato da Priamo con la promessa di sposarne la figlia Cassandra; gli Achei, di contro, tornano a sperare con l'arrivo di Neottolemo, figlio di Achille, che dichiara che non avrà pace finché non conquisterà Troiaː lo scontro è inevitabile e Neottolemo ha la meglio. Ancora, i Greci riescono a catturare l'indovino Eleno, figlio di Priamo, che rivela loro le condizioni per la caduta di Troia, mentre Filottete, da tempo ristabilito, uccide Alessandro in duello, mentre Deifobo riceve in moglie Elena. Nel frattempo, Antenore, inviato per stipulare una tregua con gli Achei, inizia ad ordire il suo tradimento.

Antenore ed Enea, infatti, passano segretamente al nemico, tanto che Antenore ruba il Palladio, talismano per la città, che consegna agli Achei. Su consiglio di Eleno, passato con Neottolemo, i greci iniziano la costruzione di un gigantesco cavallo di legno, introdotto in Troia, dal quale escono principi scelti, che aprono le porte, iniziando un terribile massacro. Enea, scampato alla distruzione come Antenore, secondo i patti, è costretto da quest'ultimo a espatriare e si rifugia a Corcira.
I ritorni dei greci, intanto, sono disastrosi, a partire da un gigantesco naufragio a Capo Cafereo, provocato dal re Nauplio, che in tal modo si vendica sugli Achei per il proditorio assassinio di suo figlio Palamede, il cui fratello Eace riesce a mettere contro Diomede ed Agamennone le rispettive mogli. Dopo l'assassinio di Agamennone e la vendetta di Oreste, quest'ultimo, grazie a Idomeneo, capo di Ditti, fa pace con Menelao e viene assolto dal matricidio. Sempre a Creta, giunge Ulisse, che, raccontate a Idomeneo le sue sventure, ne riceve due navi per poter tornare a Itaca e riprendersi il trono. Nel frattempo, Neottolemo uccide Acasto, che aveva spodestato suo nonno Peleo, ma viene assassinato a tradimento a Delfi su istigazione di Oreste, che ne rapisce la moglie Ermione. Infine, anche Ulisse muore tragicamente, ucciso, senza saperlo, dal figlio Telegono giunto a cercarlo da lontano.

## Edizioni
- Ditti di Creta, L'altra Iliade, a cura di E. Lelli, Milano, Bompiani, 2015 (contiene: Ditti di Creta, Diario della guerra di Troia, Darete Frigio, Storia della distruzione di Troia, Testi bizantini sulla guerra di Troia) - ISBN 978-88-452-7877-8.